# برجعلی اردبیلی
برجعلی اردبیلی نقاش متولد سده دهم قمری دراردبیل می‌باشد.

## فعالیت
به دلیل علاقه شدید به نقاشی و ممارست در آن از شاگردان ممتاز و پرآوازه سلطان محمدتبریزی بوده ‌است. با اساتید بنام آن دوره چون محمد بیگ وحسین قزوینی در کتابخانه شاهی(دربار) افتخار شاگردی سلطان محمد را داشتند.در آنجا به پدید آوردن مناظر و آثار زیبای نقاشی می‌پرداختند.

## منبع
- دولت آبادی، عزیز (۱۳۷۷)، سخنوران آذربایجان، انتشارات ستوده
- http://www.aftab.ir/lifestyle/view.php?id=68557